# Mamou Sidibé
Mamou Sidibé de son nom complet Koné Mamou Sidibé, née à Noumoula-Zaniéna dans le cercle de Niéna (Mali) est une musicienne et chanteuse malienne.

## Biographie
Mamou Sidibé naît à Noumoula-Zaniéna, dans la région de Sikasso, au Mali. Elle est la fille de Bourama Sibidé, balafoniste, et de Manzé Diallo,. Elle grandit à Noumoula-Zaniéna, où elle apprend « à faire de la musique traditionnelle ». Elle explique : « Je suis venue dans la musique à travers mon père. Il était balafoniste et accompagnait les cantatrices qui chantaient pour galvaniser les cultivateurs. Je les suivais au champ pour chanter avec elles. C’est comme ça, que j’ai appris à chanter ».
Elle quitte son village natal pour s’installer dans la capitale malienne, Bamako, où elle poursuit ses activités musicales tout en exerçant le petit ménage pour subvenir à ses besoins,. Elle y fait la rencontre d'Oumou Sangaré, chez une amie de cette dernière à Djélibougou, et s'installe chez la mère d'Oumou Sangaré,. 

## Carrière musicale
Mamou Sidibé commence sa carrière au début des années 80, en tant que choriste d'Oumou Sangaré, figure emblématique de la musique malienne. Elle l'accompagne dans des cérémonies et participe à certains de ses clips, tout en animant en parallèle des cérémonies[réf. souhaitée]. Cette expérience lui permet d’affiner son style et de se lancer dans une carrière solo. En 1999, elle sort son premier album, Na-Kan, en collaboration avec  Moussa Koné (ancien guitariste d'Ali Farka Touré) et Yves Wernert,. Ce premier album rencontre un grand succès en Afrique de l'Ouest et permet à Mamou Sidibé de se produire dans de nombreux festivals, notamment au festival Africolor de Saint-Denis en 2000,.
Elle enregistre par la suite cinq autres albums (Moussoya en 2003, Djoukouya en 2007, Bassemodi en 2012, Manassou en 2016 et Nike en 2021) et participe à plusieurs festivals internationaux.
S'inspirant notamment des traditions musicales de sa région natale et plus généralement du Wassoulou, elle y intègre des influences modernes, créant un mélange de musique techno et traditionnelle,.

## Discographie
- NaKan (1999) – Production Mali K7-SA[8]
- Moussoya (2003) – Production Mali K7-SA[8]
- Djoukouya (2007) – Autoproduction[8]
- Bassemodi (2012) – Autoproduction[8]
- Manassou (2016) – Autoproduction[8]
- Nike (2021) – Autoproduction[8]

## Contribution Culturelle
En 2017, elle initie le Festival international Sente de Ganadougou, un événement annuel qui a pour but de revaloriser le patrimoine culturel de la région,. 

## Tournées
- Grande tournée en Côte d’Ivoire en 2023[6]
- Concert de la paix et l’amour entre les peuples de la Côte d’Ivoire au Centre culturel Jacques AKA de Bouaké pour KS77 PRODUCTION en 2019
- Festival international Sente (FESTI-SENTE) du Ganadougou / Niéna en 2019 (3e Édition[13])
- Festival international Sente (FESTI-SENTE) du Ganadougou / Niéna en 2018 (2e Édition[14])
- Festival international Sente (FESTI-SENTE) du Ganadougou / Niéna en 2017 (1ère Édition[15])
- Prestation au Café des Arts du Palais de la culture Amadou Hampathé Bah de Bamako pour Amicale des Anciens Responsables de Jeunesse et Sympathisants de la Commune V en 2012
- Prestation au Festival sur le Niger / Ségou en 2009
- Prestation au palais de la culture dans la salle Bazoumana Sissoko pour ESPACE AFRICA SMD en 2008
- Festival Africolor de Saint-Denis en décembre 2000[4],[7]
- Festival Voix de Cam en Allemagne, au Royaume-Uni, en Suisse et en Belgique en 1999

## Instruments Utilisés
- Kamalen-N’Goni [16]
- Djembé
- Calebasse
- Flûte traversière
- Guitare basse
- Batterie